# Меркур Шпіль-арена
Меркур-Шпіль-арена (нім. Merkur Spiel-Arena; Esprit Arena; до 2009 року — LTU Arena) — багатофункціональний стадіон у Дюссельдорфі, Німеччина, домашня арена футбольного клубу Фортуна, а також команди з американського футболу Рейн Файр. Був побудований в 2004 році спеціально для чемпіонату світу 2006 року, замінивши колишній «Рейнштадіон» на тій же самій ділянці біля річки Рейн, але так і не був використаний на тому мундіалі. Вартість побудови склала 240 мільйонів євро.
Стадіон вміщує 51 500 глядачів, має дах. Спеціальна система підігріву дозволяє проводити різноманітні події в розпал зими.
З січня до закінчення сезону 2009 року у зв'язку з реконструкцією власної арени на цьому стадіоні проводив свої домашні матчі леверкузенський «Баєр».

## Євробачення 2011
За рішенням комісії Європейського телерадіомовного союзу, на Еспріт-Арені було проведено пісенний конкурс «Євробачення 2011».